# Fratura dos materiais
Fratura dos materiais é a separação de um corpo de um material em duas ou mais partes quando este é submetido a um esforço mecânico, como a tensão. 
As fraturas podem ser definidas primariamente em dúcteis e frágeis.
Uma fratura dúctil é aquela que ocorre apenas após deformação plástica extensa e é caracterizada pela lenta propagação de trincas (rachaduras) resultantes da nucleação e crescimento de microcavidades no material. Uma material que caracteristicamente sofre fraturas dúcteis quando submetido a esforços é dito um material dúctil, como a maior parte dos metais e suas ligas. Na literatura, a fratura dúctil é tratada também como "colapso plástico".
Uma fratura frágil ocorre pela propagação rápida de trincas, com uma deformação plástica muito pequena ou nula no material adjacente à fratura. Os materiais que caracteristicamente sofrem fraturas frágeis são ditos materiais frágeis, como as rochas, o vidro e os materiais cerâmicos. Nos materiais que apresentam certas estruturas cristalinas ocorre em determinados planos cristalinos, chamados planos de clivagem. Nas rupturas que ocorrem por clivagem, as facetas planas resultantes tem como característica a reflexão da luz. Uma fratura frágil pode ocorrer num material sem planos de clivagem ao longo dos contornos dos grãos que os compõe, como é característico nos aços e outras ligas metálicas de alta dureza.
O processo de propagação das trincas nos materiais frágeis pode ser muito veloz, gerando situações catastróficas (ditas "rupturas catastróficas", ou no caso de grandes estruturas, chamados pelo termo "colapso"). A partir de uma certa dimensão a trinca na fratura frágil é dita instável, dado que sua propagação se dará mesmo sem aumento da tensão aplicada no material. Este tipo de comportamento é característico nos vidros, no qual uma pequena ruptura "corre" pelo corpo inteiro do material. 
Do ponto de vista da ciência dos materiais, a fratura óssea é uma fratura frágil.